# Mew (Pokémon)
Mew (ミュウ, Myū) é uma espécie de Pokémon, pertencente à franquia de mídia Pokémon da Nintendo. Ele apareceu pela primeira vez incluído na versão japonesa de Pokémon Red e Blue, como um personagem secreto. Como tal, ele foi o tema de muitos mitos e rumores, que contribuíram para o sucesso da franquia Pokémon. Então ele foi adicionado em versões estrangeiras de Pokémon Red e Blue, ele também foi o primeiro Pokémon mítico que poderia ser capturado oficialmente no jogo.
Geralmente descrito como uma mistura de um gato com um embrião, Mew foi criado por Shigeki Morimoto, programador do Game Freak. Ele foi criado ao mesmo tempo que o seu clone Mewtwo. Mew é do tipo psíquico e ocupa a 151º posição na Pokédex Nacional, a enciclopédia que lista diferentes espécies de Pokémon.
Considerado o progenitor de Mewtwo, Mew apareceu pela primeira vez oficialmente no filme Pokémon: The First Movie, onde tem junto com o seu pseudo-clone um dos papéis principais. Ele também aparece em Pokémon: Lucario and the Mystery of Mew onde também desempenha um papel importante, ao lado de Lucario.

## História
Ao contrário do que aconteceu com muitos outros Pokémons, o design de Mew não foi supervisionado por Ken Sugimori, mas pelo programador Shigeki Morimoto da Game Freak. Morimoto adicionou Mew secretamente pouco antes de seu lançamento no Japão, como uma brincadeira entre a equipe de desenvolvimento. Sua primeira intenção era que apenas o pessoal da Game Freak estivesse ciente da existência deste Pokémon que pode se obter no jogo. Mew foi adicionado no final do desenvolvimento de Pokémon Red e Blue, após a retirada de elementos usados para depuração e liberado apenas espaço suficiente para permitir a adição do personagem, mesmo que tivesse sido dito para não mudar o jogo após esta fase. Enquanto que tinha sido noticiado que os jogadores não poderiam obtê-lo, eles obtiveram, graças a um glitch.
Na primavera de 1996, o presidente da Game Freak Satoshi Tajiri expôs uma foto de Mew na revista japonesa CoroCoro Comic que foi distribuído gratuitamente para os primeiros cartões do jogo com a sua imagem. Esta decisão surpreendeu muitos funcionários da Game Freak, incluindo o próprio Morimoto. Devido ao sucesso desta experiência, a Game Freak anunciou em 15 de abril de 1996, um concurso que teve 151 vencedores que permitiu aos aos primeiros vinte vencedores a obterem um Mew. Tajiri disse que Mew tinha ajudado a criar um hype em torno do jogo, mantendo vivo o interesse das pessoas em jogarem o jogo e a criarem boatos e mitos sobre o mesmo em torno "de boca em boca", e que tudo isso tinha impulsionado as vendas de Pokémon.

## Designe características
Como Mewtwo, Mew é do tipo psíquico com altas estatísticas de jogo. Mew é um Pokémon felino, rosa, com grandes olhos azuis e uma cauda longa e fina que se expande em sua extremidade; a pele é coberta com uma fina camada. Seu DNA combina os genes de todas as espécies de Pokémon existentes, o jogo afirma que os cientistas dentro do jogo o vêem como sendo o único ancestral de todos os outros Pokémons. Mew é tímido e por isso é raramente encontrado por seres humanos. E ele é um dos cinco Pokémons Lendários da primeira geração, junto com Articuno, Zapdos, Moltres e Mewtwo. O número de Mew na Pokédex Nacional é o 151, o último da primeira geração. Pode-se descobrir em Pokémon FireRed e LeafGreen que Mew foi descoberto nas selvas profundas de Guiana em 5 de julho (o ano não é especificado), sendo nomeado em 10 de julho e ele "deu à luz" Mewtwo em 6 de fevereiro. O nome Mew foi baseado na onomatopeia de um miado de gato, meow.
Nos jogos eletrônicos, Mew pode aprender qualquer movimento que pode ser ensinado. Diferente de Ditto, que é o único Pokémon que pode ser transformado num outro Pokémon com a técnica de "Transformação". No anime, ele é capaz de voar, teletransportar, ficar invisível, e criar grandes bolhas de energia rosa psíquicas.

## Aparições

### Jogos eletrônicos
Mew apareceu no primeiro jogo da série, Pokémon Red e Blue, onde ele era o número 151. Não há nenhuma maneira de capturar Mew diretamente nos jogos eletrônicos da série Pokémon. No entanto, os jogadores têm várias opções de trapacear e pegar o Pokémon.
A série My Pokémon Ranch, de 2008, mudou esta situação: nele é possível obter Mew diretamente, para, eventualmente, transferi-lo para os jogos Pokémon Diamond e Pearl.
Mew também aparece na série Super Smash Bros.: que é um Pokémon que pode sair da Pokébola em todos os três jogos, e é um dos troféus disponíveis nos últimos dois episódios.

### Série de televisão e filmes
A primeira grande aparição de Mew foi na série de televisão Pokémon e no filme Pokémon: The First Movie, onde serviu como um dos personagens principais. Acreditava-se que ele estava desaparecido e que ele era o Pokémon mais poderoso, até que um cientista conseguiu, após anos de pesquisa, usando restos de DNA de Mew para criar Mewtwo. Este último, é um clone melhorado de Mew, e que se tornou o principal antagonista do filme. A trama de Pokémon: Lucario and the Mystery of Mew gira em torno da misteriosa história de Mew e as origens de seu grande poder. A "árvore genealógica" dos Pokémons pode ser vista no filme, onde Mew está em primeiro lugar e o último está Ho-Oh.

### Mangá
Mew aparece na série de mangá Pocket Monsters Special. No primeiro capítulo, onde a Equipe Rocket tenta capturá-lo, o treinador pokémon Red também tenta capturá-lo, mas ele é facilmente derrotado por Mew. Nos próximos capítulos, é revelado que a Equipe Rocket queria possuir o DNA de Mew para terminar de criar Mewtwo.

## Influência cultural

### Promoção e produtos derivados

Avião com desenhos de alguns pokémons, incluindo Mew (localizado na direita).

A presença do Pokémon Mew como "secreto" contribuiu para o sucesso da franquia. Um concurso lançado na edição da CoroCoro Comic nomeado "Oferta Pokémon Lendário" em abril de 1996 propôs aos vinte primeiros vencedores a oportunidade de enviar seu cartucho de jogo para Nintendo para obter Mew. O falecido Satoru Iwata, e ex-CEO da Nintendo, atribuiu o sucesso dos jogos da série nesta competição. Porque a partir disso que as vendas semanais das primeiras versões de Pokémon começaram a "explodir". Os jogadores também poderam baixar Mew em eventos promocionais organizados pela Nintendo. Muitos fãs do jogo também compraram dispositivos de fraude com o único propósito de adquirir o Pokémon.
Mew foi um dos Pokémons mostrados em uma série de aeronaves da companhia All Nippon Airways. Em setembro de 2006, em honra do lançamento do filme Pokémon: Lucario and the Mystery of Mew e do jogo Pokémon Mystery Dungeon: Blue Rescue Team e Red Rescue Team, os jogadores que possuíam a primeira versão do Pokémon Ruby e Sapphire e Pokémon FireRed e LeafGreen foram visitar a loja de brinquedos Toys "R" Us para baixar Mew gratuitamente. Um pôster promocional de Mew também foi incluído no DVD do filme Pokémon: Lucario and the Mystery of Mew.

### Crítica da recepção
Devido às suas altas estatísticas e o fato de que ele pode aprender qualquer movimento, Mew é considerado um dos melhores Pokémons de Pokémon Red e Blue. Vários estudos sobre a influência de personagens fictícios em crianças foram feitos, como o livro Pikachu's Global Adventure: The Rise and Fall of Pokémon, que destacou o fato de que Mew era popular com as meninas que tendem a ser atraídas por personagens "kawaii". Reciprocamente, Mewtwo é descrito como sendo popular com os meninos um pouco mais velhos geralmente atraídos por personagens "ferozes ou assustadores". O livro Media and the Make-believe Worlds of Children também descreveu Mew nesse sentido o retratadando como "infantil e doce, combinando as características de poder e bondade"; o livro também enfatiza a importância para as crianças do contraste entre ele e Mewtwo. O portal IGN classificou Mew como um dos melhores Pokémons do tipo psíquico. O site chamou-lhe de um bom concorrente de Mewtwo, mas também de um Pokémon imprevisível por causa de sua capacidade de aprender todas as habilidades do jogo. Em 2012, o site oficial de Pokémon organizou um torneio entre os Pokémons Lendários, Mew era o favorito de todos.
A distribuição de Mew em eventos organizados pela Nintendo tem sido dito como um fator chave de sucesso da série no Japão. A revista Computer and Video Games argumentou que este foi um dos piores aspectos de Pokémon, acrescentando que a possibilidade de utilizar dispositivos de trapaça como o Action Replay para capturar Mew fez esses eventos se tornarem obsoletos.